# National Language Services
El organismo de Servicios de Lengua Nacional (National Language Services, NLS) promueve y facilita la comunicación entre lenguas en la República de África del Sur. En cumplimiento de las exigencias en materia de lenguas de la Constitución, el NLS gestiona la diversidad lingüística de la sociedad sudafricana y es responsable del cuidado de todas las lenguas de la población, poniendo en práctica de manera efectiva las medidas políticas dirigidas a la promoción del uso de estas lenguas, incluidas aquellas lenguas que han sido históricamente descuidadas.
El objetivo principal del NLS es satisfacer los requerimientos lingüísticos de la Constitución. Facilitando, promoviendo y proporcionando un servicio de edición y traducción en todas las lenguas oficiales. Y gestionando la diversidad lingüística a través de los proyectos de terminología y planificación de lenguas.
El NLS funciona como un sistema gubernamental de apoyo profesional a las lenguas mediante la traducción de documentos oficiales en todos los idiomas oficiales. Su servicio de terminología asiste en el desarrollo y modernización del vocabulario técnico en las lenguas oficiales. Las funciones de planificación del lenguaje incluyen asesorar al gobierno sobre el desarrollo de políticas lingüísticas y estrategias de implementación.